# José Augusto de Simas Machado
José Augusto de Simas Machado GOA • GCA (Braga, 25 de Julho de 1859 — Coimbra, 17 de Março de 1927) foi um general e político português, deputado à Assembleia Constituinte de 1911 e presidente da Câmara de Deputados em 1913. Comandante da 2.ª Divisão do Corpo Expedicionário Português. Terminou a carreira como Comandante da Divisão Militar de Lisboa durante a Revolução Nacional de 28 de Maio de 1926.

## Biografia
Nasceu em Braga a 25 de Julho de 1859, filho de António de Simas Machado e Teresa de Jesus Ferreira de Simas, originários da ilha do Pico, Açores. Fez os estudos preparatórios no Liceu de Braga. Assentou praça em 1875, seguindo o curso da arma de infantaria na Escola do Exército. Foi promovido a alferes em 1881, a tenente em 1886, a capitão em 1895, a major em 1906, a tenente-coronel em Novembro de 1910 e a general em 1917.
Casou em 1882 com Maria da Glória Motta, sendo o casamento apadrinhado por Camilo Castelo Branco e Ana Plácido, grandes amigos da família.
Foi professor da Classe de Sargentos, Comandante da Casa de Reclusão da 3.ª Divisão Militar e professor do ensino livre na cidade do Porto, leccionando Matemática e História. Foi redactor do jornal Diário da Tarde, comandante do Batalhão de Caçadores n.º 5, com quem combateu a primeira incursão pró-monárquica comandada por Paiva Couceiro.
Foi eleito deputado à Assembleia Constituinte de 1911, pelo círculo eleitoral de Barcelos. Em Janeiro de 1913 foi eleito Presidente da Câmara de Deputados, em substituição de Vítor Macedo Pinto.
Acompanhou António José de Almeida no Partido Republicano Evolucionista, sendo eleito deputado em 1915 e 1918. Rompeu com o Partido Evolucionista e juntou-se à União Nacional Republicana de António Egas Moniz.
Em 1917 foi nomeado comandante da 2.ª Divisão do Corpo Expedicionário Português (CEP) e serviu em França em 1917 até Abril de 1918. Aderiu ao Movimento Sidonista e, durante uma licença em Portugal, foi nomeado pelo Presidente Sidónio Pais, Alto-Comissário da República nos Açores e Madeira, cargo que exerce entre Abril de 1918 e Março de 1919, com a missão principal de resolver os problemas havidos com a instalação da Base Naval de Ponta Delgada, chefiada pelo contra-almirante Herbert O. Dunn. A sua acção nos Açores, nomeadamente no combate à epidemia de gripe espanhola, granjeou-lhe enorme respeito por parte da população, expresso anos mais tarde num In memoriam escrito por José Bruno Carreiro no jornal Correio dos Açores:
[...] Foi assim que o General Simas Machado, durante a epidemia de Gripe, no Outono de 1918, de utilizar todos os recursos da base americana, colaborado com eles no combate à epidemia, organizando por sua iniciativa e sob a sua direcção, sem se poupar, apesar de sua idade, nenhum esforço nem nenhum sacrifício, e prodigalizando-se em cuidados pelos epidemiados, visitando todas as povoações atacadas, mesmo aquelas (como as do Nordeste) onde então só com grande dificuldade se podia ir. E quando os que com ele mais de perto conviviam lhe observavam que a sua idade e o seu estado de saúde não deviam permitir-lhe o grande esforço físico que estava a despender, agravado ainda pela influência moral que no seu espírito devia exercer a observação da hecatombe que a gripe fazia por toda a ilha, a sua resposta era sempre a mesma:  — Morre-se apenas uma vez! [...]
Em 1919, esteve colocado em Vila Real.
A 15 de Fevereiro de 1919 foi feito Grande-Oficial da Ordem Militar de Avis e a 31 de Dezembro de 1920 foi elevado a Grã-Cruz da mesma Ordem.
Em 1921 foi eleito Senador pelo círculo eleitoral de Braga, integrado nas listas do Partido Liberal.
Em 1923 foi nomeado Comandante da 3.ª Divisão Militar em Coimbra.
Foi o principal organizador da cerimónia do Funeral dos Soldados Desconhecidos no Mosteiro da Batalha.
Em 1925 foi presidente do Júri no Tribunal Militar que julgou os oficiais mentores da Revolta de 18 de Abril de 1925 (a Revolta dos Fifis: Filomeno da Câmara e Fidelino de Figueiredo).
Em 18 de Maio de 1926 é nomeado comandante da Divisão Militar de Lisboa, cargo que ocupa à data da Revolução Nacional de 28 de Maio de 1926. É exonerado do cargo passados alguns dias, devido ao facto de não ter aderido ao movimento. No final do ano é passado à reforma por ter atingido o limite de idade.
Faleceu em Coimbra, a 17 de Março de 1927, com 67 anos.